# Morriston
Morriston, velšsky Treforys, je město a největší okrsek hrabství Swansea ve Walesu ve Velké Británii. Morriston se nachází v údolí na řece Tawe River. Střed města se nachází kolem ulice Woodfield Street, kde se nachází také dvě nejznámější památky Tabernacle Chapel (Libanus Chapel, velšsky Capel y Tabernacl) postavená v letech 1870 až 1872, a Church of Saint John (nazývaný také Church in the Middle of the Road, česky Kostel svatého Jana). Ve městě se také nachází parky Morriston Park, Parc Llewellyn, místní fotbalový klub Morriston Town A.F.C., ragbyový klub Morriston Town R.F.C. (založený v roce 1876 a patří mezi zakládající kluby Welsh Rugby Union), golfové hřiště Morriston Golf Club. Další významnou památkou jsou ruiny hradu Morris Castle, který byl postaven mezi léty 1768 a 1774, historická obytná a industriální zástavba z 19. století aj.

## Významní rodáci nebo obyvatelé
- Shane Mark Williams (*1977) je bývalý profesionální ragbista, který byl v roce 2008 byl vyhlášen nejlepším ragbistou světa (World Rugby Player of the Year / IRB Player of the Year).

## Galerie

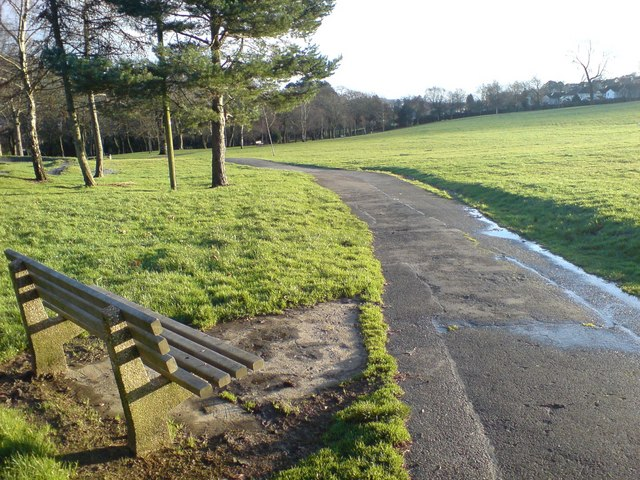
Morriston Park
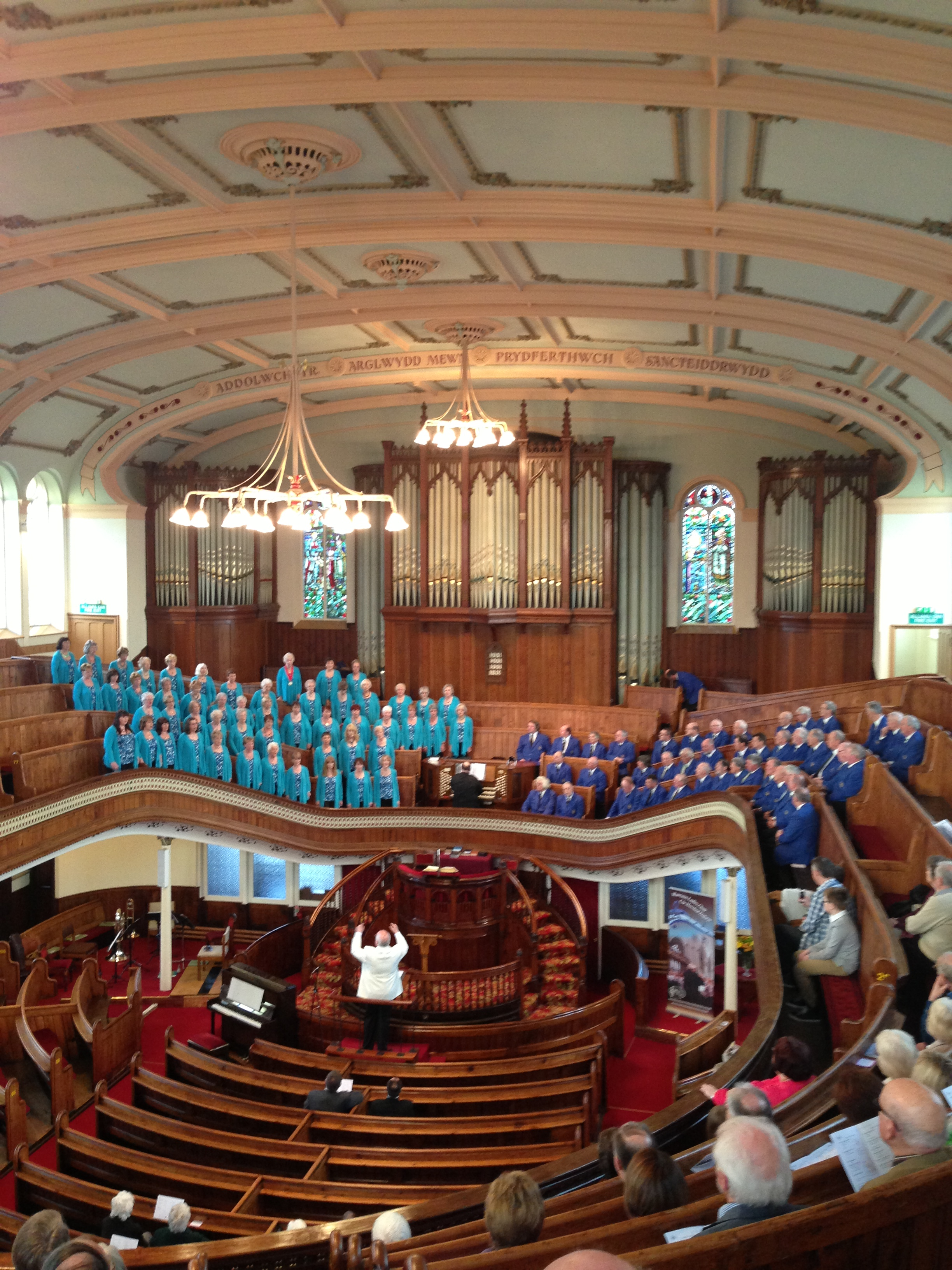
Tabernacle Chapel (Morrisonský dívčí pěvecký sbor - Morriston Ladies Choir)